# Tés, Veszprém
Tés  este un sat în districtul Várpalota, județul Veszprém, Ungaria, având o populație de 868 de locuitori (2011). 

## Demografie
Componența etnică a satului Tés
     Maghiari (100%)
Componența confesională a satului Tés
     Romano-catolici (47,24%)
     Luterani (11,87%)
     Fără religie (6,57%)
     Reformați (2,76%)
     Necunoscută (30,99%)
     Atei (0,58%)
Conform recensământului din 2011, satul Tés avea 868 de locuitori. Din punct de vedere etnic, majoritatea locuitorilor (100,0%) erau maghiari. Nu există o religie majoritară, locuitorii fiind romano-catolici (47,24%), luterani (11,87%), persoane fără religie (6,57%) și reformați (2,76%). Pentru 30,99% din locuitori nu este cunoscută apartenența confesională.